# 1988. június 28-i konzisztórium
Az 1988. június 28-i konzisztóriumot II. János Pál pápa hívta össze május 29-én. Összesen 24 új bíborost kreált, mindegyik pápaválasztó (80 év alatti). A pápa eredeti szándéka szerint 25 bíborost kreált volna de Hans Urs von Balthasar elhunyt a konzisztórium előtt.
| Nº                     | Ország                    | Név                                    | Életkor                | Hivatal                                                 |
| Pápaválasztó bíborosok | Pápaválasztó bíborosok    | Pápaválasztó bíborosok                 | Pápaválasztó bíborosok | Pápaválasztó bíborosok                                  |
| ---------------------- | ------------------------- | -------------------------------------- | ---------------------- | ------------------------------------------------------- |
| 1                      | Spanyolország             | Eduardo Martínez Somalo                | 61                     | az Államtitkárság államtitkár-helyettese                |
| 2                      | Olaszország               | Achille Silvestrini                    | 64                     | az Egyházi Közügyek Tanácsának titkára                  |
| 3                      | Olaszország               | Angelo Felici                          | 68                     | Franciaország apostoli nunciusa                         |
| 4                      | Kanada                    | Paul Grégoire                          | 76                     | a Montréal-i főegyházmegye érseke                       |
| 5                      | India                     | Antony Padiyara                        | 67                     | az Ernakulam-Angamaly szír-malabár főegyházmegye érseke |
| 6                      | Brazília                  | José Freire Falcão                     | 62                     | a Brazíliavárosi főegyházmegye érseke                   |
| 7                      | Olaszország               | Michele Giordano                       | 57                     | a Nápolyi főegyházmegye érseke                          |
| 8                      | Mozambik                  | Alexandre José Maria dos Santos O.F.M. | 64                     | a Maputói főegyházmegye érseke                          |
| 9                      | Olaszország               | Giovanni Canestri                      | 69                     | a Genovai főegyházmegye érseke                          |
| 10                     | Spanyolország             | Antonio María Javierre Ortas S.D.B.    | 67                     | a Katolikus Nevelésügyi Kongregáció titkára             |
| 11                     | India                     | Simon Ignatius Pimenta                 | 68                     | a Mumbai főegyházmegye érseke                           |
| 12                     | Kolumbia                  | Mario Revollo Bravo                    | 69                     | a Bogotái főegyházmegye érseke                          |
| 13                     | Ausztrália                | Edward Bede Clancy                     | 64                     | a Sidneyi főegyházmegye érseke                          |
| 14                     | Brazília                  | Lucas (Luiz) Moreira Neves O.P.        | 62                     | a São Salvador da Bahia-i főegyházmegye érseke          |
| 15                     | Amerikai Egyesült Államok | James Aloysius Hickey                  | 67                     | a Washingtoni főegyházmegye érseke                      |
| 16                     | Amerikai Egyesült Államok | Edmund Casimir Szoka                   | 60                     | a Detroiti főegyházmegye érseke                         |
| 17                     | Magyarország              | Paskai László Pacifik O.F.M.           | 61                     | az Esztergomi főegyházmegye érseke                      |
| 18                     | Kamerun                   | Christian Wiyghan Tumi                 | 57                     | a Garoua-i főegyházmegye érseke                         |
| 19                     | Ausztria                  | Hans Hermann Groër O.S.B.              | 68                     | a Bécsi főegyházmegye érseke                            |
| 20                     | Franciaország             | Jacques-Paul Martin                    | 79                     | az Apostoli Kamara nyugalmazott prefektusa              |
| 21                     | Németország               | Franz Hengsbach                        | 77                     | az Esseni egyházmegye püspöke                           |
| 22                     | Litvánia                  | Vincentas Sladkevičius M.I.C.          | 67                     | a Kaišiadorysi egyházmegye apostoli kormányzója         |
| 23                     | Mauritius                 | Jean Margéot                           | 72                     | a Port-Louis-i egyházmegye püspöke                      |
| 24                     | Kína                      | John Baptist Wu Cheng-chung            | 63                     | a Hongkongi egyházmegye püspöke                         |